# Arthur Zimmermann
Arthur Zimmermann (5. října 1864 – 6. června 1940) byl ministrem zahraničí německého císařství od 22. listopadu 1916 do své rezignace 6. srpna 1917. Je spojen s aférou zvanou Zimmermannův telegram během I. světové války. Byl také úzce zapojen do německých plánů na podporu irského tzv. velikonoční povstání, indického povstání a snahy o podkopání carského režimu v Rusku.